# ایستگاه قطار شهری گلستان
ایستگاه قطار شهری گلستان یکی از ایستگاه‌های خط ۱ قطار شهری اصفهان است که در خیابان بهارستان غربی، جنب شهرداری منطقه ۱۲ واقع شده‌است. این ایستگاه با مساحت ۹۴۸۷ متر مربع سومین ایستگاه این خط است که در مهر ۱۳۹۴ همراه با افتتاح قطار شهری اصفهان مورد بهره‌برداری قرار گرفت. ایستگاه قبلی در ضلع غربی ایستگاه بهارستان و ایستگاه بعدی در ضلع شرقی ایستگاه شهید مفتح است.